# Масторава

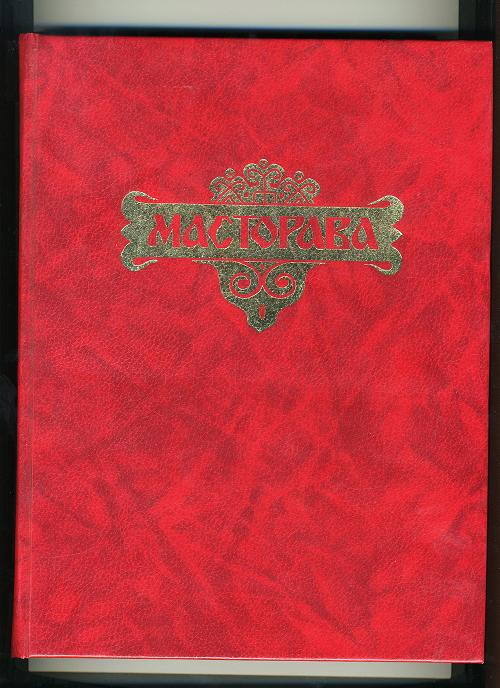
Том епосу «Масторава»

«Ма́сторава» — авторська версія мордовського (ерзянського і мокшанського) героїчного епосу. Автором цієї книжкової форми є професор Олександр Маркович Шаронов (ерз. Шарононь Сандра). Вона вийшла друком 1994 року ерзянською, 2001 року мокшанською і 2003 року російською мовами. Виходу цього твору передували кропіткі дослідження автентичного матеріалу, результати яких автор виклав у ряді наукових і публіцистичних статей і в монографії «Мордовський героїчний епос: Сюжети і герої».

## Значення терміна
Словом Масторава в ерзянському фольклорі позначаються три поняття: 1) земля як космічний об'єкт, 2) богиня-заступниця ерзя-мокшанської землі, 3) батьківщина, мати-земля (мастор — земля, ава — мати). У творі Шаронова Масторава вживається в третьому значенні.

## Сюжет твору
Олександр Шаронов провів наукову систематизацію і літературну обробку ерзянських героїчних і епічних міфів і легенд, пісень і переказів, які століттями передавалися від покоління поколінню в усній формі й не утворювали одного цілого. Шаронов перетворив їх на літературний твір, який становить композицію сюжетів, підпорядкованих загальній тематиці. «Масторава» складається з вісімнадцяти пов'язаних між собою оповідань, які об'єднані у п'ять частин: «Часи богів», «Давні часи», «Часи Тюштяна», «Часи ворогів», «Нові часи». Кожна частина розповідає про видатних героїв відповідної епохи, відповідає певній стадії розвитку народу, його художньо-естетичним поглядам, історії суспільства. Зміст, сюжет і концепція твору є авторськими, фольклорні тексти зазнали значною мовної й художньої обробки. В поетичних образах «Масторави» знаходять відображення матеріальна й духовна культура ерзянського народу, його суспільно-політична історія з прадавніх часів. Дія твору починається зі створення світу богом Інешкипазом і триває до середини XVI століття, коли мордовські землі увійшли до складу Московської держави.
На відміну від епосів багатьох інших народів, мордовський розповідає не про окремого героя або героїв, а про долю всього народу. Він орієнтований на історичність і етнічну визначеність.
Основними персонажами «Масторави» є боги та герої. Серед них виділяється монументальний образ бога-творця Інешкипаза, голови пантеону. Герої, сини або потомки богів і смертних людей, наділені непомірною силою і надлюдськими здібностями. Вони виконують волю богів, впорядковують життя людей, надають їй справедливість, міру, закон і порядок. Усім цим характеристикам відповідає головний персонаж ерзянського епосу Тюштян, на часи царювання якого припадає Золота доба у житті ерзянського народу «Масторава» проводить багато різних сюжетів, кожен зі своїми героями. Особливістю світосприйняття давніх ерзян і мокшан була єдність людей і богів у створенні досконалого порядку у світі. Боги, хоча й стоять над людиною, не панують над нею, а служать їй, допомагають з розумом облаштувати сімейне і громадське життя.
Герої «Масторави» не є воїнами або богатирями, ці риси виступають лише в циклі пісень про боротьбу Тюшті з Володимирським князівством, а ще з московським царем Іваном Грозним.

## Оцінка епосу
На думку члена-кореспондента НАН України Ореста Ткаченка, «Масторава» є величною книгою, справжньою ерзянською Біблією, твором, що звертає увагу на те, що, незважаючи на століття гніту й приниження, ерзянський народ зміг зберегти такий безцінний духовний скарб і тим заслуговує на глибоку повагу до себе..